# Petrocephalus degeni
Petrocephalus degeni es una especie de pez del género Petrocephalus, familia Mormyridae, orden Osteoglossiformes. Fue descrita científicamente por Boulenger en 1906.
Es una especie inofensiva para el ser humano. Se alimenta de algas, plancton y pequeños insectos.

## Descripción
La longitud estándar es de 8,1 centímetros.

## Distribución y hábitat
Se distribuye por África: río Katonga, lago Victoria. Habita en fondos arenosos o pedregosos en la orilla de lagos.